# Carlisle (Iowa)
Carlisle è una città degli Stati Uniti d'America, situata nello Stato dell'Iowa, divisa tra la Contea di Warren e la Contea di Polk.
Il territorio comunale è attraversato dal fiume Middle River.